# Havzi Nela
Havzi Nela (Kollovoz, 20 febbraio 1934 – Kukës, 10 agosto 1988) è stato un poeta dissidente albanese.

## Biografia
Terminate le scuole elementari e medie in condizioni di estrema povertà, già al liceo Nela iniziò a esprimere obiezioni contro quelle che percepiva come le "ingiustizie" del regime comunista. Iscrittosi all'Istituto pedagogico superiore di Scutari (oggi Università Luigj Gurakuqi), per proseguire i suoi studi, ne venne espulso a causa delle sue visioni considerate ribelle e controverse. Dopo molte difficoltà, trovò lavoro come insegnante di scuola elementare di Plani i Bardhe, un piccolo villaggio nel distretto di Mat, ma fu costretto a lasciare il villaggio a causa di attività sospette - aveva fatto leggere la sua poesia agli studenti. Nela continuò a studiare presso l'Istituto Pedagogico Superiore di Scutari per corrispondenza e a lavorare come insegnante in diversi villaggi del paese: Krumë, Lojme e Shishtavec fino al 1967, quando si trasferì a Topojan. Qui ebbero inizio gli eventi più drammatici della vita del poeta e della sua famiglia.
Havzi Nela era costantemente sotto sorveglianza e veniva spesso preso in custodia. Ciò che scriveva veniva pesantemente censurato, mentre altri aspetti della sua vita erano sottoposti controllati e limitati. Nel 1967, dopo che aveva fatto leggere agli studenti una poesia di Filip Shiroka, intitolata "Shko dallandyshe" ("Vai, rondinella") Havzi Nela e sua moglie Lavdie ricevettero minacce di persecuzione, motivate dal contenuto ritenuto controverso della suddetta poesia. Nel tentativo di scampare alla preannunciata persecuzione politica, essi presero la rischiosa decisione di provare ad attraversare il confine con il Kosovo, in Jugoslavia, il 26 aprile 1967. Nell'attraversare la frontiera, Nela scrisse su un pezzo di carta: "Addio, cara patria, me ne vado, ma con il cuore spezzato", (Lamtumirë atdhe i dashur, se po iki zemërplasur). Ripose il pezzo di carta sul ramo di un albero di nocciola. Superato il confine, Nela e la moglie vennero entrambi catturati, arrestati e imprigionati a Prizren, in Kosovo. Il 6 maggio 1967, il governo jugoslavo concordò uno scambio di prigionieri: Havzi Nela e Lavdie Nela in cambio di diversi prigionieri jugoslavi detenuti in Albania. Lo scambio ebbe luogo al valico di frontiera di Morina.
Il 22 maggio 1967, il poeta fu processato e condannato dal tribunale della contea di Kukës a quindici anni di prigione, con l'accusa di tradimento e diserzione. Sua moglie Lavdie Nela venne condannata a dieci anni di carcere. Le fu offerta la possibilità di ottenere una riduzione della pena, a patto che accettasse di divorziare dal marito, ma lei rifiutò. Havzi Nela fu imprigionato nel carcere di Burrel. In seguito venne trasferito nella prigione di Spaç-Rrëshen. L'8 agosto 1975, Nela venne condannato a 8 anni aggiuntivi di prigionia, motivati con il suo coinvolgimento nell'organizzazione e nella conduzione di una rivolta che ebbe luogo all'interno della prigione, diretta contro il regime e le condizioni spaventose della prigione.
Il 19 dicembre 1986 fu finalmente rilasciato dalla prigione, per essere poi confinato nel villaggio di Arren nell'ottobre del 1987. Il 13 giugno 1988 fuggì da Arren, ma, immediatamente scoperto dal governo, Nela venne nuovamente arrestato e, il 24 giugno 1988, condannato a morte per impiccagione.
Il 16 luglio 1988, la Corte Suprema d'Albania, composta dai giudici Fehmi Abdiu, Fatmira Laskaj e Lili Robo respinse l'appello di Nela contro la pena capitale. Nell'appello di Nela si legge "scappai dal confino perché volevo togliermi la vita e, prima di compiere quest'atto, volevo rivedere mia madre".
La condanna a morte fu firmata da Ramiz Alia e Kristaq Rama. Il 10 agosto 1988, Havzi Nela fu giustiziato a Kukës. Esposto tutto il giorno del 10 agosto 1988, il suo corpo fu gettato verticalmente in un buco ottenuto dalla rimozione di un palo di legno in un luogo anonimo. vi rimase fino al 20 agosto 1993 quando, caduto il regime, la sepoltura venne rinvenuta nei pressi del villaggio di Kolsh, a due chilometri da Kukës.
Havzi Nela ricevette il titolo di "Martire della democrazia" dall'allora Presidente Sali Berisha. Nel 2009, in occasione del 75º anniversario della nascita di Havzi Nela, lo scrittore Ismail Kadare scrisse: "Il poeta Havzi Nela è una campana che suona ancora per la società albanese. Non ascoltarla è continuare a essere calpestati dai piedi dell'oppressore."